# Dzsingisz Kán nemzetközi repülőtér
A Dzsingisz Kán nemzetközi repülőtér Mongólia egyetlen nemzetközi repülőtere volt 2021-ig. A 2010-es években épült és 2021. július 4-én helyezték üzembe a fővárostól délre az Új Ulánbátori nemzetközi repülőteret.

## Fekvése
Ulánbátor közelében fekszik, tőle délnyugatra, a város központjától kb. 14 km-re van.

## Története
A rendszeres működés 1961-ben kezdődött, az első nemzetközi napi járat 1986-ban valósult meg, amikor a terminálépület felépült. 1994–1997 között az Ázsiai Fejlesztési Bank segítségével a repülőteret 4D kategóriássá fejlesztették.

## Forgalomdiagram
Az utasforgalom az elmúlt években az alábbi módon változott:
| Utasok száma | 227 941 | 289 085 | 275 611 | 331 062 | 478 690 | 606 235 | 892 392 | 1 019 102 | 1 251 775 | 447 478 |
|              | 1993    | 1996    | 1999    | 2002    | 2005    | 2008    | 2011    | 2014      | 2017      | 2020    |

## Korábbi légitársaságok és célállomások
| Légitársaság            | Célállomások                                                                                         |
| ----------------------- | --- |
| Aero Mongolia           | Altai, Dalanzadgad, Irkutsk, Khovd, Mörön, Ölgii, Ovoot, Oyu Tolgoi, Tavan Tolgoi, Tianjin, Ulaangom |
| Aeroflot                | Moscow–Sheremetyevo                                                                                  |
| Air Busan               | Busan                                                                                                |
| Air China               | Beijing–Capital, Hohhot                                                                              |
| Asiana Airlines         | Seoul–Incheon                                                                                        |
| Eznis Airways           | Hong Kong                                                                                            |
| Hunnu Air               | Bayankhongor, Choibalsan, Dalanzadgad, Khovd, Mörön, Ölgii, Ulaangom, Ulan-Ude                       |
| IrAero                  | Szezonális: Ulan-Ude                                                                                 |
| Korean Air              | Seoul–Incheon                                                                                        |
| MIAT Mongolian Airlines | Beijing–Capital, Hong Kong, Seoul–Incheon, Tokyo–Narita Szezonális: Bangkok–Suvarnabhumi             |
| SCAT Airlines           | Nur-Sultan                                                                                           |
| Tianjin Airlines        | Tianjin                                                                                              |
| Turkish Airlines        | Istanbul                                                                                             |